# Myzus godetiae
Myzus godetiae är en insektsart. Myzus godetiae ingår i släktet Myzus och familjen långrörsbladlöss. Inga underarter finns listade i Catalogue of Life.